# Piano dei lanci del vettore Vega
Sono di seguito elencati i lanci del vettore Vega effettuati o programmati dall'Agenzia Spaziale Europea (ESA).

## Prospetto
| No. | Data/ora (UTC)            | Tipo   | No. seriale | Luogo di lancio | Payload                                                                                     | Descrizione del payload                             | Orbita                    | Risultato | Note                             |
| --- | ------------------------- | ------ | ----------- | --------------- | ------------------------------------------------------------------------------------------- | --------------------------------------------------- | ------------------------- | --------- | -------------------------------- |
| 1   | 13 febbraio 2012 10:00    | Vega   | VV01        | ELV             | LARES / ALMASat-1 / e-st@r / Goliat / MaSat-1 / PW-Sat / ROBUSTA / UniCubeSat-GG / XaTcobeo | Satellite geodetico e nanosatelliti                 | LEO                       | Riuscito  | Primo lancio del Vega            |
| 2   | 7 maggio 2013 02:06       | Vega   | VV02        | ELV             | Proba-V / VNREDSat 1A / ESTCube-1                                                           | Satellite per l'osservazione della Terra            | SSO                       | Riuscito  | Primo lancio commerciale         |
| 3   | 30 aprile 2014 01:35      | Vega   | VV03        | ELV             | KazEOSat-1                                                                                  | Satellite per l'osservazione della Terra            | SSO                       | Riuscito  |                                  |
| 4   | 11 febbraio 2015 13:40    | Vega   | VV04        | ELV             | IXV                                                                                         | Dimostratore tecnologico per il rientro atmosferico | Suborbitale               | Riuscito  |                                  |
| 5   | 22 giugno 2015 01:51      | Vega   | VV05        | ELV             | Sentinel 2A                                                                                 | Satellite per l'osservazione della Terra            | SSO                       | Riuscito  |                                  |
| 6   | 3 dicembre 2015 04:04     | Vega   | VV06        | ELV             | LISA Pathfinder                                                                             | Dimostratore tecnologico                            | Orbita halo L1 Terra-Sole | Riuscito  |                                  |
| 7   | 16 settembre 2016 01:43   | Vega   | VV07        | ELV             | PeruSat-1, 4 satelliti Terra Bella                                                          | Satelliti per l'osservazione della Terra            | SSO                       | Riuscito  |                                  |
| 8   | 5 dicembre 2016 13:51     | Vega   | VV08        | ELV             | Göktürk-1                                                                                   | IMINT / Satellite per l'osservazione della Terra    | SSO                       | Riuscito  |                                  |
| 9   | 7 marzo 2017 01:49        | Vega   | VV09        | ELV             | Sentinel 2B                                                                                 | Satellite per l'osservazione della Terra            | SSO                       | Riuscito  |                                  |
| 10  | 2 agosto 2017 01:58       | Vega   | VV10        | ELV             | OPTSAT-3000 / VENµS                                                                         | IMINT / Satellite per l'osservazione della Terra    | SSO                       | Riuscito  |                                  |
| 11  | 8 novembre 2017 01:42:31  | Vega   | VV11        | ELV             | MOHAMMED VI–A                                                                               | IMINT / Satellite per l'osservazione della Terra    | SSO                       | Riuscito  |                                  |
| 12  | 22 agosto 2018 21:20:09   | Vega   | VV12        | ELV             | ADM-Aeolus                                                                                  | Satellite meteorologico                             | SSO                       | Riuscito  |                                  |
| 13  | 21 novembre 2018 01:42:31 | Vega   | VV13        | ELV             | MOHAMMED VI–B                                                                               | IMINT / Satellite per l'osservazione della Terra    | SSO                       | Riuscito  |                                  |
| 14  | 22 marzo 2019 01:50:35    | Vega   | VV14        | ELV             | PRISMA                                                                                      | Satellite per l'osservazione della Terra            | SSO                       | Riuscito  |                                  |
| 15  | 11 luglio 2019 01:53:03   | Vega   | VV15        | ELV             | Falcon Eye 1                                                                                | IMINT / Satellite per l'osservazione della Terra    | SSO                       | Fallito   |                                  |
| 16  | 3 settembre 2020 01:51:10 | Vega   | VV16        | ELV             | SSMS PoC Flight                                                                             | Dimostratore tecnologico                            | SSO                       | Riuscito  | Primo lancio con il sistema SSMS |
| 17  | 17 novembre 2020 01:52    | Vega   | VV17        | ELV             | SEOSat/Ingenio, TARANIS                                                                     | Satelliti per l'osservazione della Terra            | SSO                       | Fallito   |                                  |
| 18  | 29 aprile 2021 01:50      | Vega   | VV18        | ELV             | Pleiades-Neo 3                                                                              | Satellite per l'osservazione della Terra            | SSO                       | Riuscito  |                                  |
| 19  | 17 agosto 2021 01:47      | Vega   | VV19        | ELV             | Pleiades-Neo 4                                                                              | Satellite per l'osservazione della Terra            | SSO                       | Riuscito  |                                  |
| 20  | 16 novembre 2021 09:27:55 | Vega   | VV20        | ELV             | Ceres 1, 2, 3                                                                               | MASINT/Satelliti per l'osservazione della Terra     | SSO                       | Riuscito  |                                  |
| 21  | 13 luglio 2022 13:13:17   | Vega C | VV21        | ELV             | LARES 2                                                                                     | Satellite geodetico                                 | SSO                       | Riuscito  | Primo lancio Vega C              |
| 22  | 21 dicembre 2022 01:47    | Vega C | VV22        | ELV             | Pléiades-Néo 5, Pléiades-Néo 6                                                              | Satelliti per l'osservazione della Terra            | SSO                       | Fallito   |                                  |
| 23  | 9 ottobre 2023 11:36      | Vega   | VV23        | ELV             | THEOS-2, TRITON, ANSER × 3, CSC × 2, ESTCube-2, MACSAT, N3SS, PRETTY, PROBA-V CC            | Satelliti per l'osservazione della Terra            | SSO                       | Riuscito  |                                  |
| 24  | 5 settembre 2024 01:50    | Vega   | VV24        | ELV             | Sentinel-2C                                                                                 | Satelliti per l'osservazione della Terra            | SSO                       | Riuscito  |                                  |
| 25  | 5 dicembre 2024 21:20     | Vega C | VV25        | ELV             | Sentinel-1C                                                                                 | Satelliti per l'osservazione della Terra            | SSO                       | Riuscito  |                                  |